# نوآ مانک
نوآ برایانت مانک (به انگلیسی: Noah Bryant Munck) (زاده ۳ مه ۱۹۹۶) یک بازیگر نوجوان آمریکایی است. او اکنون به اسم نقش خود گیبی در سریال آی کارلی شناخته می‌شود.